# Otolemur crassicaudatus
Il galagone gigante bruno o comba o galagone dalla coda grossa (Otolemur crassicaudatus E. Géoffroy, 1812) è un primate strepsirrino della famiglia dei galagidi.

## Distribuzione
Con due sottospecie (O. crassicaudatus crassicaudatus ed O. crassicaudatus kirkii) la specie è diffusa in tutta l'Africa subsahariana, ma risulta particolarmente comune in Angola e nella fascia costiera di Tanzania, Kenya e Somalia.

## Descrizione

### Dimensioni
Misura fino a 80 cm, di cui più di metà vengono occupati dalla coda, per un peso di 1–2 kg; queste misure ne fanno il più grande galagone vivente.

### Aspetto
Il pelo, denso e lanoso, ha un colore che va dal brunastro al grigiastro nella zona dorsale e grigio-biancastro in quella ventrale: la coda ha solitamente la punta bianca negli individui grigi e nera in quelli bruni. Recenti ricerche hanno dimostrato che il numero di individui con colore grigio è maggiore nelle zone secche, mentre nelle zone umide predominano gli individui bruni.

La testa è tondeggiante, con un corto muso cilindrico: gli occhi sono di medie dimensioni e rivolti frontalmente. Le orecchie sono grandi e possono essere mosse indipendentemente l'una dall'altra: spesso l'animale le accartoccia quando va a dormire, per poi ridistenderle e lisciarle a lungo quando si ridestano, di sera.

### Dimorfismo sessuale
I maschi sono considerevolmente più grandi delle femmine.

## Biologia
Si tratta di animali notturni ed arboricoli: durante il giorno dormono in nidi comuni dove si ammassano in gruppi di 2-6 individui, mentre di notte si dividono per andare individualmente in cerca di cibo. In condizioni ottimali, in un chilometro quadrato se ne trovano fino a 120 individui, a seconda della disponibilità di cibo.

L'attività di questo animale è maggiore nel periodo invernale, quando le temperature sono meno afose. Si muove correndo fra i rami con l'agilità di uno scoiattolo, compiendo grossi balzi (fino a 2 m, quindi più corti rispetto ad altri galagidi di dimensioni inferiori).
I galagoni giganti bruni comunicano tramite vocalizzazioni, espressioni facciali e probabilmente anche attraverso la postura del corpo.

I maschi sono più territoriali delle femmine, e delimitano il proprio territorio con l'urina, sia stabilendo delle latrine ai confini del territorio, che utilizzando la tecnica del lavaggio con urina, dove l'animale sparge l'urina sulle mani, in modo da marcare tutta la zona nell'ambito della quale si muove.

### Alimentazione
Si tratta di animali onnivori: parte preponderante della loro dieta è occupata da gomma e linfa, ma non disdegnano nutrirsi di frutti maturi ed insetti.

Le percentuali di ogni tipologia di cibo consumato variano a seconda del luogo: nella parte meridionale questi animali sono molto più erbivori e non si nutrono quasi mai d'insetti, mentre nella parte nord-orientale del loro areale si nutrono prevalentemente di invertebrati.

### Riproduzione
Questi animali si riproducono una volta l'anno, con picchi delle nascite che variano a seconda della zona presa in considerazione: nella zona centrale dell'areale, i cuccioli nascono fra agosto e settembre, nella zona meridionale la maggior parte delle nascite si ha a novembre, mentre a Zanzibar i parti sono concentrati in agosto.

La gestazione dura circa 4 mesi: la femmina dà alla luce due o tre cuccioli, che nutre col suo latte molto energetico rispetto a quello degli altri primati. Quando la femmina si allontana in cerca di cibo, lascia i cuccili in una tana ricavata nella cavità di un tronco d'albero.

I cuccioli restano con la madre per un paio d'anni prima di diventare completamente indipendenti e maturi sessualmente: i maschi, tuttavia, devono spesso aspettare molto tempo prima di riprodursi, perché il ruolo di riproduttore spetta ai maschi più grandi e pesanti.
La speranza di vita di questi animali è molto maggiore rispetto a quella di altri galagidi: esemplari in cattività hanno vissuto per più di vent'anni.